# Hit the Top
Hit the Top, (hangeul : 최고의 한방 ; RR : Choegoui Hanbang, ou encore appelé The Best Hit) est une série télévisée sud-coréenne diffusée entre le 2 juin et le 22 juillet 2017 avec Yoon Shi-yoon, Lee Se-young, Kim Min-jae and Cha Tae-hyun. Le drama a été diffusé sur KBS2 les vendredis et samedis à 23h00, pour 32 épisodes,.

## Synopsis
Choi Woo-seung et Lee Ji-hoon sont deux étudiants dont la vie va basculer quand l'idole de la pop disparue en 1994, Yoo Hyun-jae, va débarquer du passé. Son but est de découvrir la raison de sa disparition tout en essayant de s'adapter à la vie dans le futur.

## Distribution

### Acteurs principaux
- Yoon Shi-yoon : Yoo Hyun-jae

- Lee Se-young : Choi Woo-seung
- Kim Min-jae : Lee Ji-hoon
- Cha Tae-hyun : Lee Gwang-jae

### Acteurs récurrents
World Entertainment
- Yoon Son-ha : Hong Bo-hee
- Dong Hyun-bae : MC Drill
- Lee Deok-hwa : Lee Soon-tae

Star Punch Entertainment
- Hong Kyung-min : Park Young-jae
- Im Ye-jin : Cathy
- Cha Eun-woo : MJ
- Bona : Do Hye-ri

Autres
- Lee Han-soo : Mal-sook
- Lee Jung-min : Heol-re
- Son Soo-min : Beol-ddeok

## Distinctions
| Année | Prix                 | Catégorie               | Nommé       | Résultat |
| ----- | -------------------- | ----------------------- | ----------- | -------- |
| 2017  | 1st The Seoul Awards | Meilleur Nouvel Acteur  | Kim Min-jae | Nommé    |
| 2017  | 31s KBS Drama Awards | Meilleur Nouvel Actrice | Bona        | Nommé    |